# Senatus consulta Tertullianum et Orfitianum
Die senatus consulta Tertullianum und Orfitianum sind zwei Senatsbeschlüsse, denen große Bedeutung für die Entwicklung des römischen Erbrechts zukommt und die von der Forschung regelmäßig im Zusammenhang interpretiert werden. Sie stammen aus der Zeit der Kaiser Hadrian und Mark Aurel, (wohl um) 130 und (wohl) 178 n. Chr. 
Mit den Konsulten wurde erstmals das strenge ius civile, das aus altziviler Tradition des Zwölftafelgesetzes heraus nur die Agnation als Vererbungsprinzip kannte, zugunsten der Vererbung an kognatische Verwandtschaft durchbrochen. Das senatus consultum Tertullianum korrigierte und verbesserte die Regelungen der gesetzlichen Erbfolge zwischen Mutter und Kind (Intestate). Die Wirksamkeit einer Erbschaftsübertragung bedurfte fortan nicht mehr der Voraussetzung, dass die Mutter unter der Verfügungsgewalt ihres Ehemannes und gebietenden Hausherrn stand. Das Konsult griff in das Regelwerk der frührepublikanischen Kodifikation der XII Tafeln ein. Das senatus consultum Orfitianum ging über diese Regelung noch etwas hinaus und verlieh den Kindern nach dem Tod der Mutter ein Erbrecht vor allen Agnaten, was eine Besserstellung weiblicher Abkömmlinge darstellte.
Die beiden senatus consulta sind für die Nachwelt auch von rechtsdogmatischer Bedeutung. Sie bezeugen das Aufeinandertreffen zweier Rechtsschichten zur Regelung von Erbschaften (hereditates), die in Konkurrenz zueinander standen; einerseits das klassische Zivilrecht, das ius civile, andererseits das ius honorarium, das prätorische Honorarrecht. Kraft des Honorarrechts, das der Anwendungshoheit des Prätors unterstand, konnte jemand in eine Erbschaft eingewiesen werden, der nicht gesetzlicher oder testamentarischer Erbe geworden war. Die Einweisung in die Erbschaft, die bonorum possessio, drängte an dieser Stelle das archaische Zivilrecht zurück und setzte kraft Edikts magistratisches Recht an dessen Stelle. 